# مارتین بسویک
مارتین بسویک (انگلیسی: Martine Beswick؛ زادهٔ ۲۶ سپتامبر ۱۹۴۱) یک هنرپیشه اهل جامائیکا است.
از فیلم‌ها یا برنامه‌های تلویزیونی که وی در آن نقش داشته‌است می‌توان به تشنج، یک گلوله برای همه، ترنسرها ۲ و دکتر جکیل و خواهر هاید اشاره کرد.